# Jordi Vila i Gómez
Jordi Vila i Gómez (Barcelona, 2 d'agost del 1952) és un músic, instrumentista de tible, saxòfon, flauta i clarinet i compositor de sardanes i de molts arranjaments per a orquestra.
Fill i germà dels músics Aubel Vila i Guitart, fundador de la "Cobla Comtal de Barcelona", d'Aureli Vila i Gómez i Felip Vila Font respectivament, ha tocat en les cobles Comtal, Barcelonina i Popular, i en les cobles-orquestres Barcelona, Costa Brava i Miramar.
Va començar a tocar públicament sardanes a l'edat de 13 anys a la Cobla Comtal. Fou deixeble de tible del mestre Francesc Elias, de clarinet i saxòfon del mestre Marcel·lí Bayer i de flauta del mestre Claudi Arimany. Va fundar, amb el suport de la Federació Sardanista de la Catalunya Nord, l'any 1989 la Cobla Mil·lenària de la Catalunya Nord i la dirigí fins a l'any 1993. Des del 1984 toca saxòfon, flauta, clarinet i primer tible solista a la cobla-orquestra "Les Casenoves" de la Catalunya Nord; des del 1993, n'és el director fins a la seva jubilació el 2018. Actualment toca amb la cobla La Principal de Porqueres de la que també n'és el director.
Ha enregistrat més de 30 discs de sardanes, concert i de ball. Com a compositor ha estat l'autor de diverses sardanes i de nombrosos arranjaments per a orquestra.

## Sardanes
- La brullanenca
- El llop de mar
- Nostra Senyora del Castell, sardana curta enregistrada pels Casenoves en el disc compacte Pobles i foments de la Catalunya Nord (Aiguaviva: Estudi 44.1, 2009 ref. 44.1 09065-CD)
- Sardana curta del Foment Estevenenc
- Sardanes a Enery
- Som i serem
- Per un Àngel
- Les arrels d'un rossegó
- La Carmeta i en Jepet de Jafre
- La brullanenca
- Sardanes a Enery
- El Clos de la Torre
- Torreilles de La Salanca, VILA BELLA